# 60558 Echeclus
60558 Echeclus è un asteroide centauro. Scoperto nel 2000, presenta un'orbita caratterizzata da un semiasse maggiore pari a 10,6817304 UA e da un'eccentricità di 0,4556669, inclinata di 4,34446° rispetto all'eclittica.
Nel 2005 è stata individuata in Echeclus una natura cometaria e nel 2006 gli è stata dunque affiancata la designazione cometaria 174P/Echeclus.